# Ramphonotus septentrionalis
Ramphonotus septentrionalis är en mossdjursart som först beskrevs av Arnold Girard Kluge 1906.  Ramphonotus septentrionalis ingår i släktet Ramphonotus och familjen Calloporidae. Inga underarter finns listade i Catalogue of Life.